# وزر
وزر (به آلمانی: Weser) یک رود در آلمان است که در برمن واقع شده‌است.